# Satyrium neilgherrensis
Satyrium neilgherrensis là một loài thực vật có hoa trong họ Lan. Loài này được Fyson miêu tả khoa học đầu tiên năm 1932.